# Otto Wacek

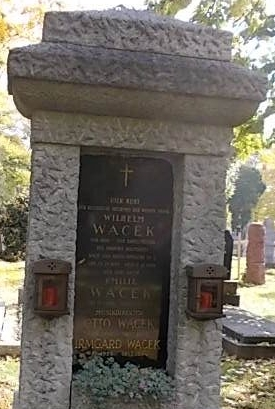
Otto Waceks Grabstätte

Otto Wacek (* 10. April 1893 in Brixen; † 9. Juli 1983 in Wien) war ein österreichischer Kapellmeister und Komponist.
Der Sohn von Wilhelm Wacek studierte von 1911 bis 1916 an der Wiener Musikakademie (bei Richard Heuberger und Eusebius Mandyczewski) sowie privat bei Joseph Marx. Unter der Direktion von Felix Weingartner war er Kapellmeister an der Wiener Volksoper. Er dirigierte auch an verschiedenen italienischen Opernhäusern. Mit einem eigenen Unterhaltungsorchester musizierte er unter anderem im Volksgartenrestaurant und im Kursalon. Ab 1934 Kapellmeister des IR,s Nr. 5 (früher Nr. 84), 1938 beim IR Nr. 4 "Hoch- und Deutschmeister". Ab 1943 Kriegsdienstleistung als Offizier in der Steiermark. 1947–1968 Leitung der Kapelle der Feuerwehr der Stadt Wien. Daneben Musiktheorielehrer und Klavierpädagoge an der Volkshochschule Wien-Brigittenau.
Seine letzte Ruhestätte befindet sich auf dem Wiener Zentralfriedhof (69B-10).